# Gerold Escher
Junker Gerold Escher (* 9. Oktober 1665; † 5. März 1738 in Zürich) war Ratsherr in Zürich und Landvogt von Regensberg. Zudem ist er bekannt als Verfasser eines «Regimentsbuchs», in dem er um 1700 zahlreiche Gebäude der Stadt Zürich zeichnerisch festhielt.

## Leben
Gerold Eschers Vater war der Junker und Ratsherr Hans Heinrich Escher. Er war verheiratet mit Margaretha Werdmüller († 1695) und Anna Maria Werdmüller († 1735), die er beide überlebte. Nach einer freiwilligen Tätigkeit in den Kanzleien der Stadt Zürich wurde er Landschreiber im Städtchen Weiningen. Diese Tätigkeit liess ihm genügend Zeit für historische Forschungen. 1709 wurde er als Achtzehner der Constaffel in den Grossen Rat und 1716 zum Landvogt von Regensberg gewählt. Escher starb am 5. März in Zürich im Alter von 73 Jahren.

## Regimentsbücher
Seit dem 16. Jahrhundert entstanden in Zürich «Regimentsbücher», in denen die Mitglieder des Grossen und des Kleinen Rats verzeichnet waren. Daneben gab es «Bündnisbücher» mit Abschriften der eidgenössischen Bünde und «Geschlechterbücher» mit Angaben über die wichtigen Mitglieder der bürgerlichen Familien. Diese Werke wurden meist von jungen Männern abgeschrieben und erweitert, die sich auf eine Laufbahn als «Regent» vorbereiteten. Als Verfasser derartiger Bücher sind jedoch auch Handwerker bekannt.
Häufig enthielten die Regimentsbücher die jährlich aufgezeichneten Namen der Mitglieder des Kleinen Rates, geordnet nach Zünften. Seltener wurden auch die Mitglieder des Grossen Rates festgehalten, die «Achtzehner» oder «Zwölfer Räte». Auch die Vögte der verschiedenen Ämter und andere Amtsleute waren aufgeführt. Manchmal wurden diese Namenslisten auch mit einer Chronik der Stadt Zürich vereinigt, in der die wichtigsten Ereignisse aufgezeichnet waren. Zuweilen wurden die Listen durch Abbildungen des jeweiligen Amtssitzes geschmückt, bei denen häufig Kupferstiche aus der Memorabilia Tigurina verwendet wurden.

## Eschers Regimentsbuch

### Entdeckung
Anlässlich der wissenschaftlichen Katalogisierung der Handschriftenbestände in der Kantonsbibliothek Aarau fielen Mitarbeitern vier Bände auf, die unter den Handschriften des Klosters Muri gefunden worden waren. Es handelte sich um das von Junker Gerold Escher verfasste Regimentsbuch und fiel durch seinen reichen Bilderschmuck auf. Neben Wappen von Zürcher Ratsherren enthielt es zahlreiche Tuschzeichnungen öffentlicher Gebäude aus Stadt und Landschaft Zürich.
Auf die Anregung von Professor Leo Weiz liess die Zentralbibliothek Zürich die brüchig gewordenen und durch Tinte veräzte Zeichnungen von Elisabeth Wissler restaurieren, wodurch eine Veröffentlichung erst möglich wurde.
Wie das Regimentsbuch in das Kloster Muri kam, ist nicht bekannt. In einem 1744 angelegten Katalog ist das Werk nicht verzeichnet, ebenso wenig in späteren Unterlagen. Aufschluss könnten allenfalls Rechnungen geben, die in den Klosterarchiven liegen. Dies allerdings nur, falls das Kloster die Bände käuflich erworben und nicht geschenkt bekommen hat.

### Inhalt
Ein kunstvoll gestaltetes Titelbild und ein Exlibris bilden die Einleitung. Neben zahlreichen Abbildungen, bei denen Kupferstiche als Vorlage gedient haben dürften, bildete Escher zahlreiche Gebäude vor allem aus der Stadt Zürich, aber auch aus dem umliegenden Kantonsgebiet ab. Interessant sind vor allem Abbildungen von Gebäuden, von denen man wohl wusste, dass sie einmal existierten aber nicht, wie sie aussahen.
Der künstlerische Wert von Eschers lavierten Federzeichnungen wird nicht als sehr bedeutsam angesehen; zu gross sind manche Irrtümer und Fehler in der Perspektive. Aus dem Detailreichtum wird aber deutlich, dass Escher das Gesehene möglichst deutlich wiedergeben wollte, und darin liegt der eigentliche Wert seiner Dokumentation. 
Mit der Arbeit an den Büchern begann Escher 1693 und führte sie bis in die 1720er Jahre weiter.

## Galerie

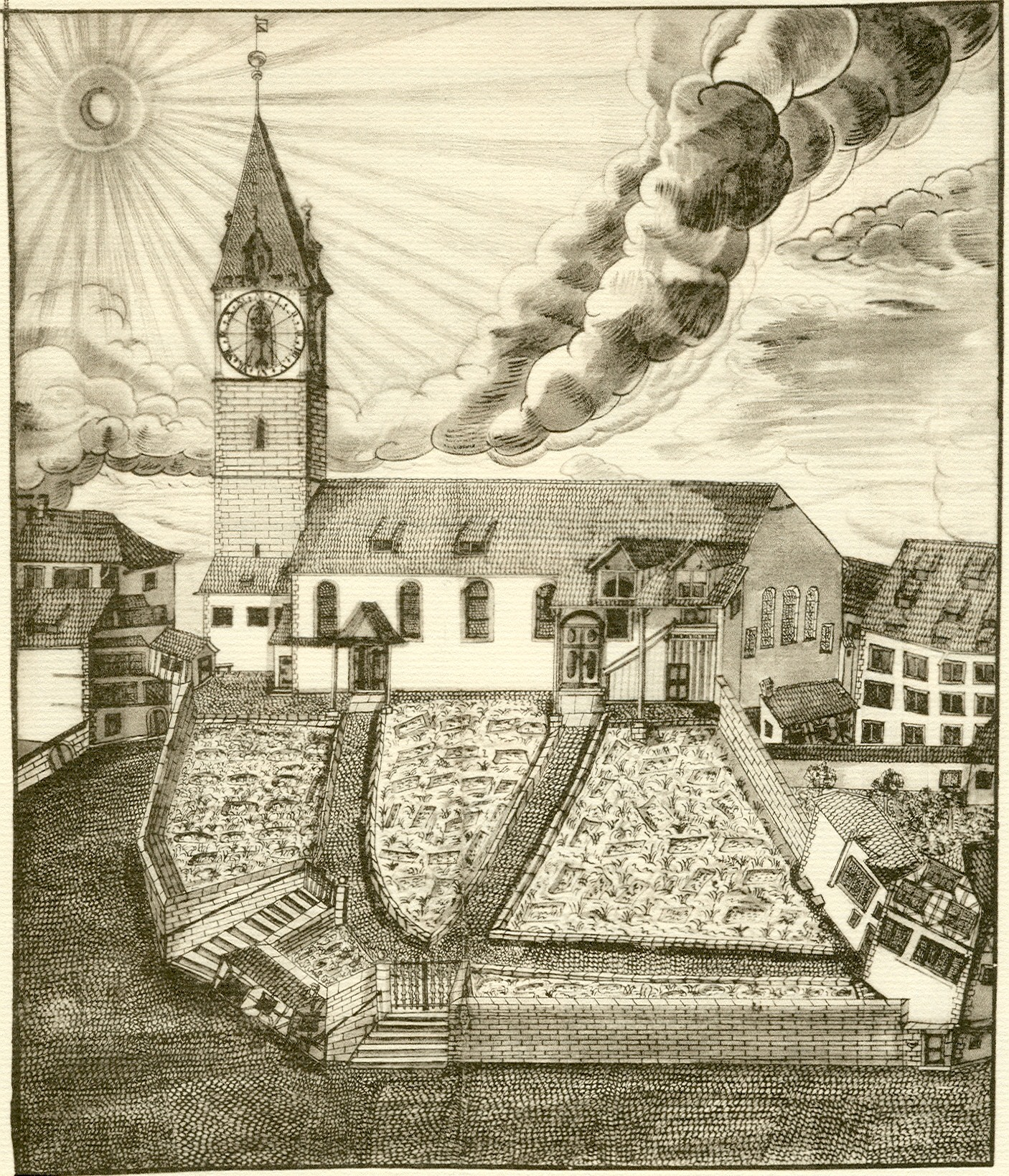
St. Peter um 1700,
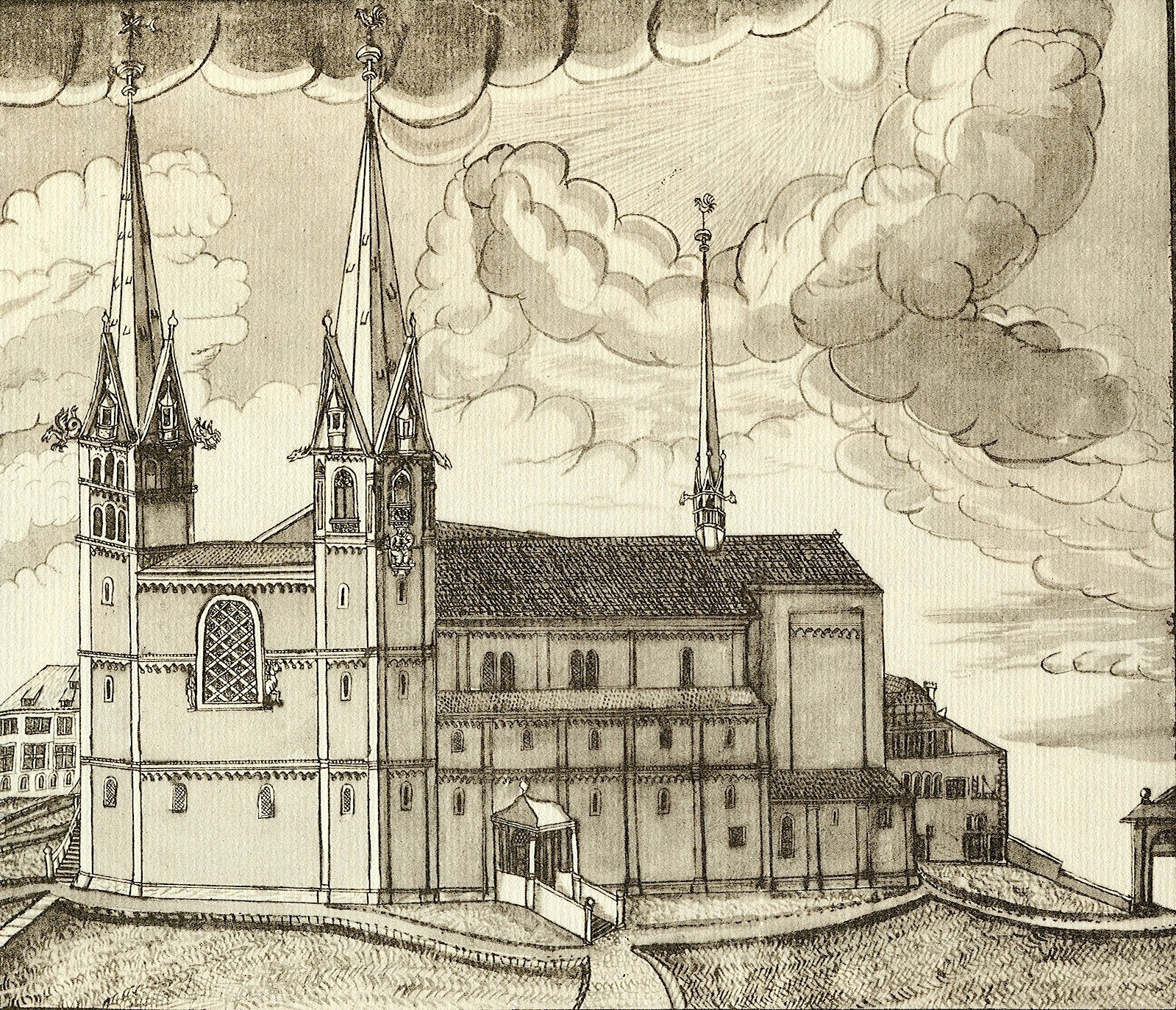
Grossmünster
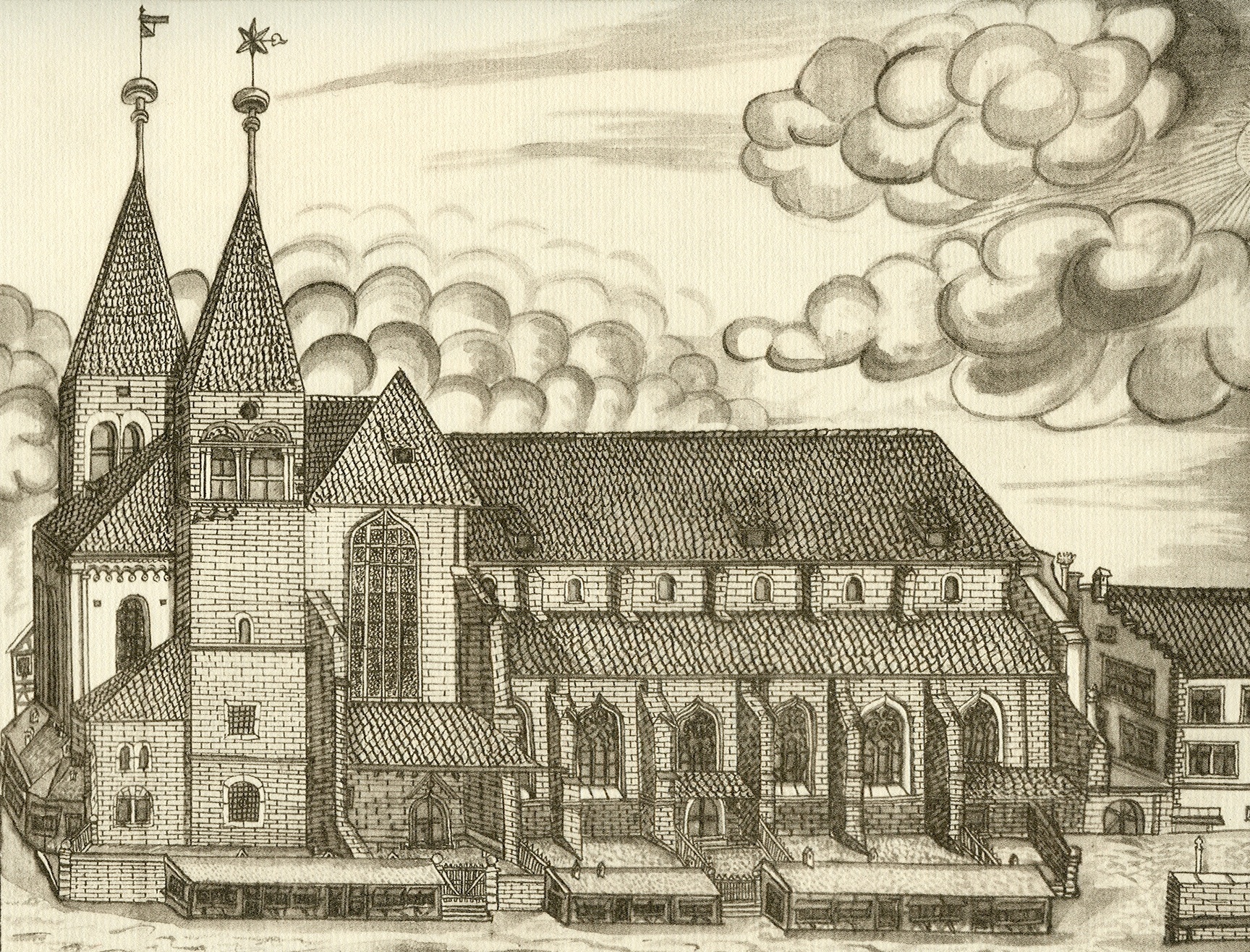
Fraumünster
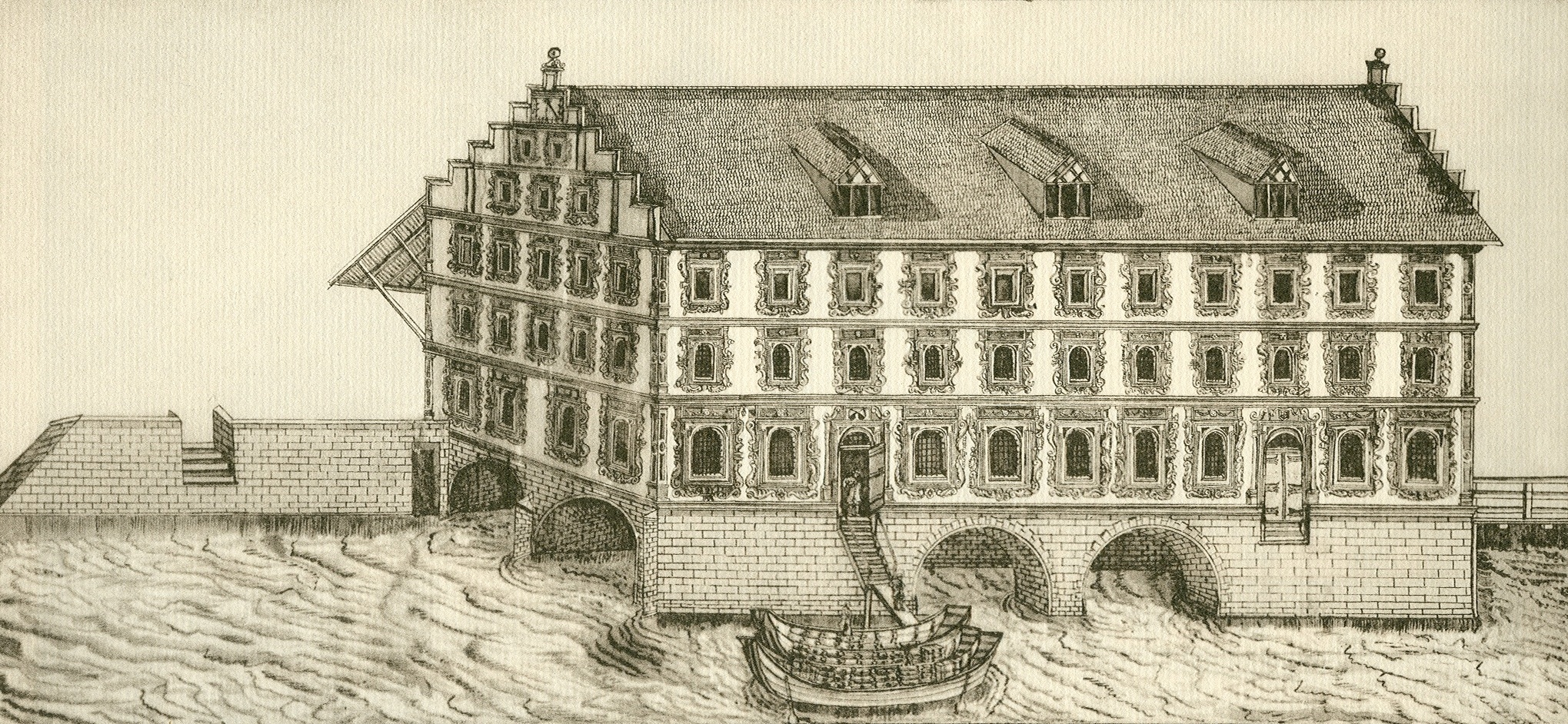
Kornhaus
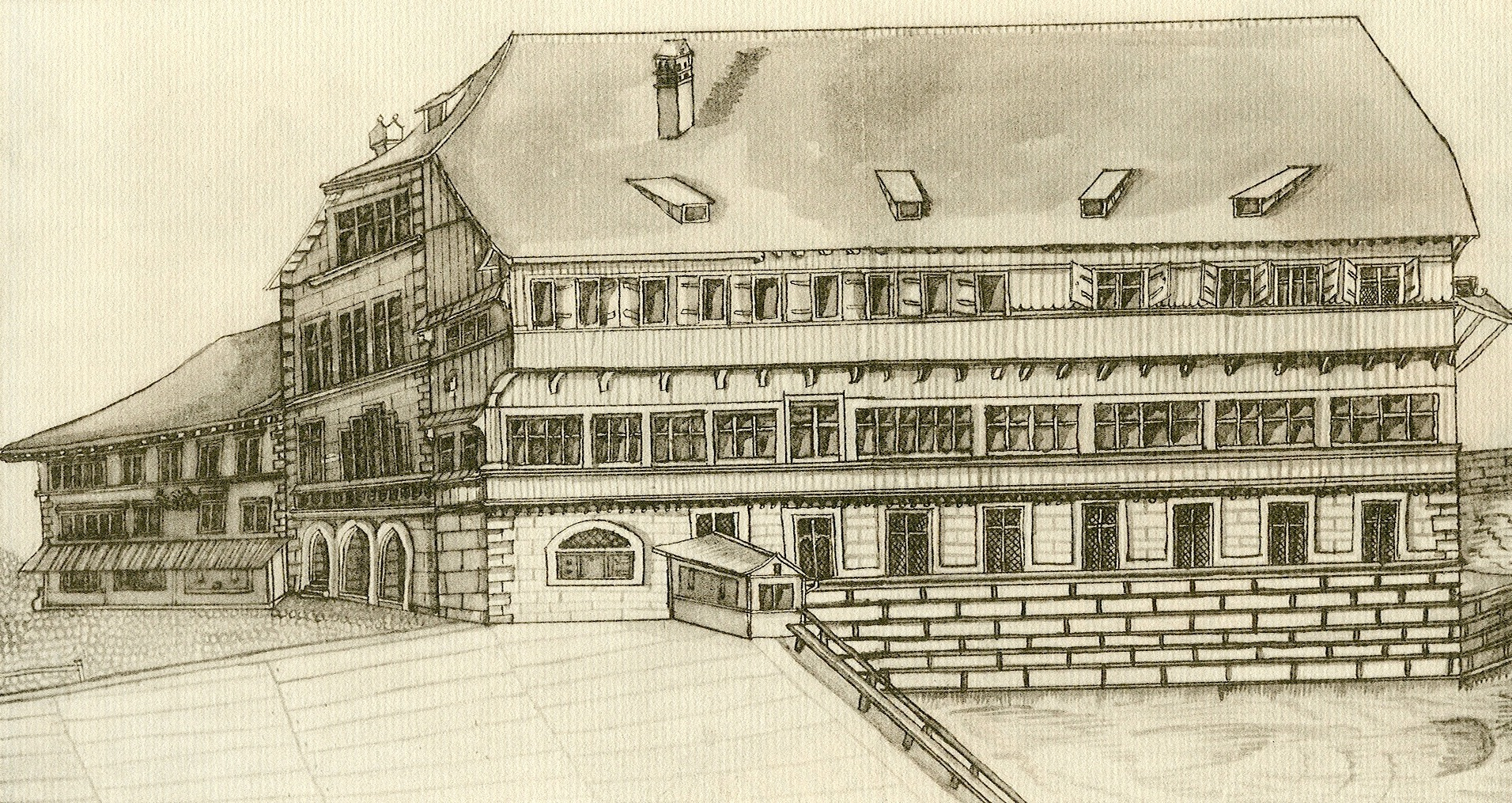
Zürcher Rathaus
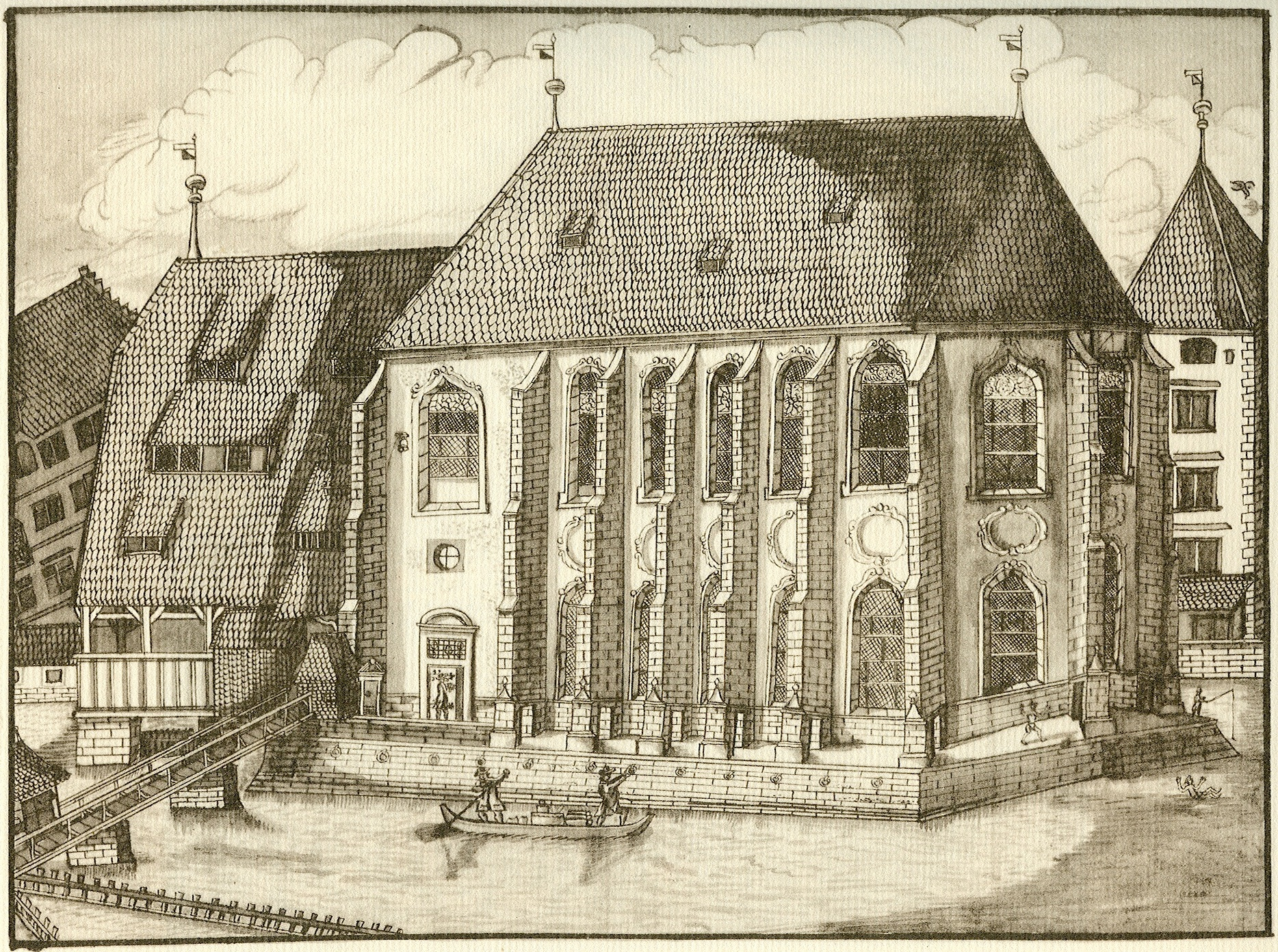
Wasserkirche
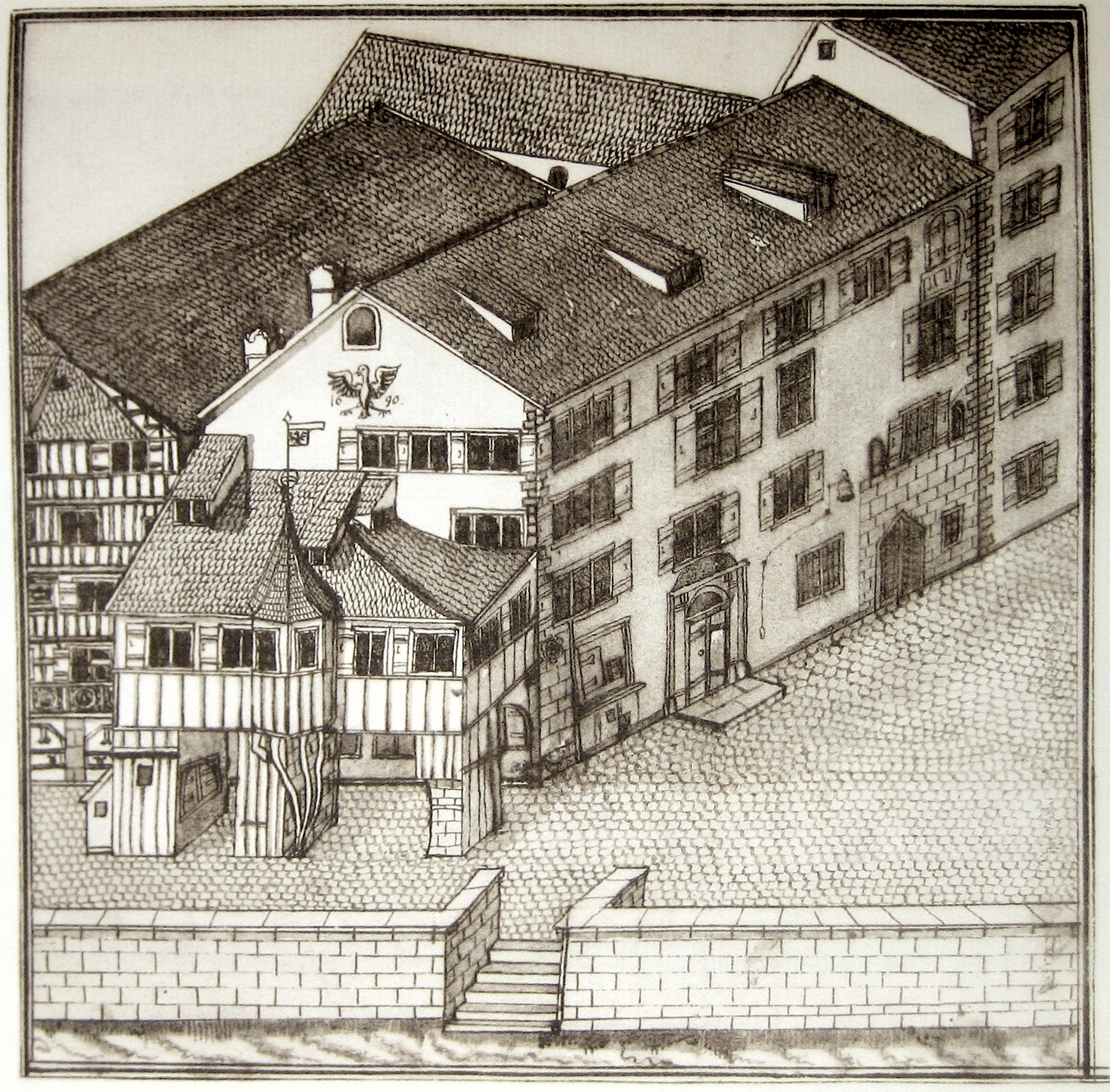
Zunfthaus zur Zimmerleuten